# Kaldbaksbotnur

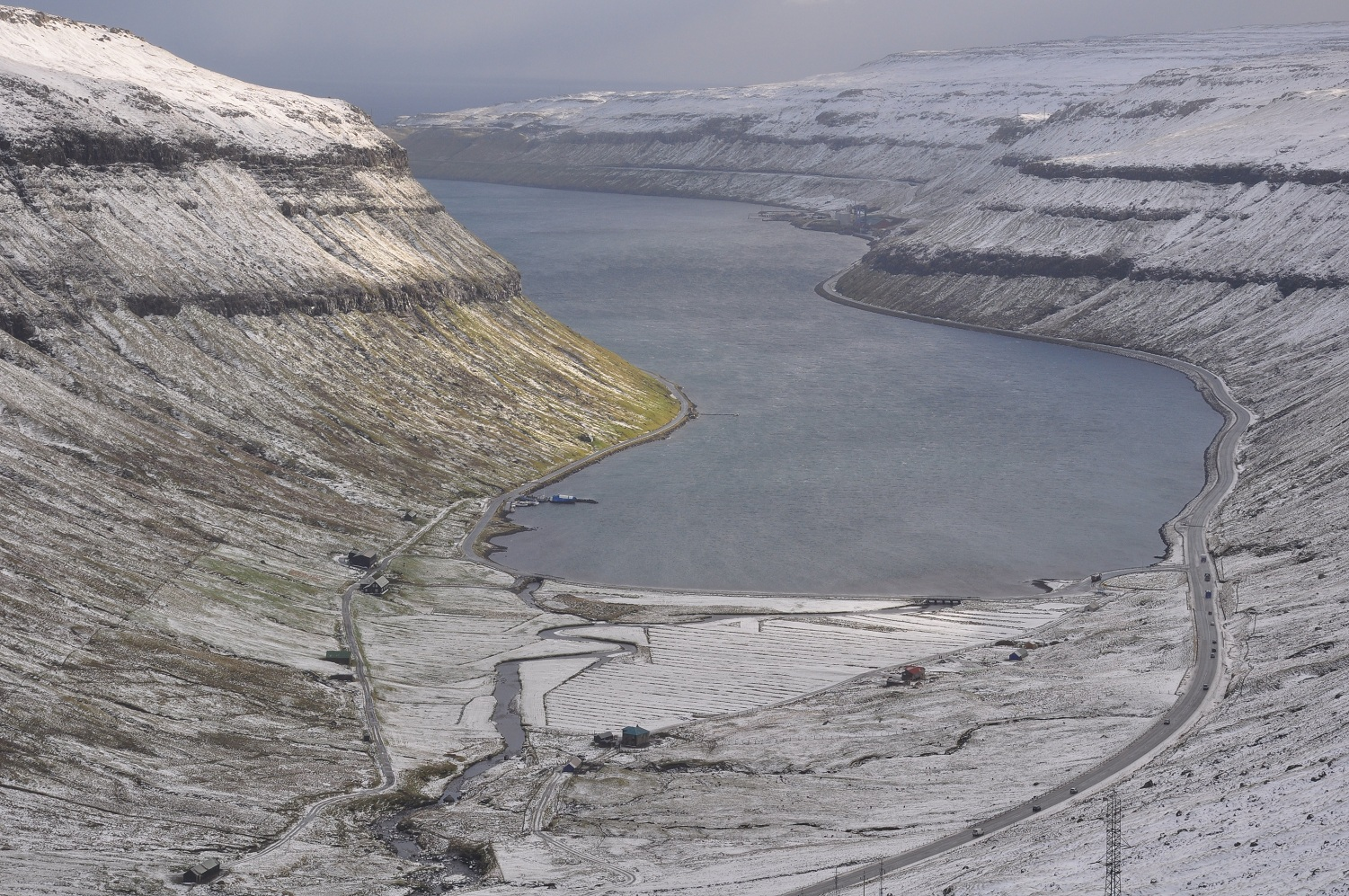
Kaldbaksbotnur

Kaldbaksbotnur [ˈkʰalːpaksˌpɔtnʊɹ] ist ein Ort der Färöer im Südwesten der Hauptinsel Streymoy.
- Einwohner: 7 (1. Januar 2007)
- Postleitzahl: FO-185
- Kommune: Tórshavnar kommuna

Kaldbaksbotnur liegt am Ende des Fjords Kaldbaksfjørður und gehört administrativ zur Hauptstadt-Kommune, ohne aber zum geschlossenen Siedlungsgebiet des Ballungsraums zu gehören. Im Wesentlichen besteht der Ort, wie Sund am Eingang des Fjordes im Osten, aus einem Bauernhof. Seit 1980 gibt es eine Straßenanbindung, die von Tórshavn weiter zum Nachbarort Kaldbak am Ausgang des Fjordes führt. Hoch über Kaldbaksbotnur liegt der frühere dänische Marinestützpunkt Mjørkadalur.
Koordinaten: 62° 4′ N, 6° 55′ W